# Leptasthenura xenothorax
Leptasthenura xenothorax е вид птица от семейство Furnariidae. Видът е застрашен от изчезване.

## Разпространение
Видът е разпространен в Перу.